# فراورده جنگلی

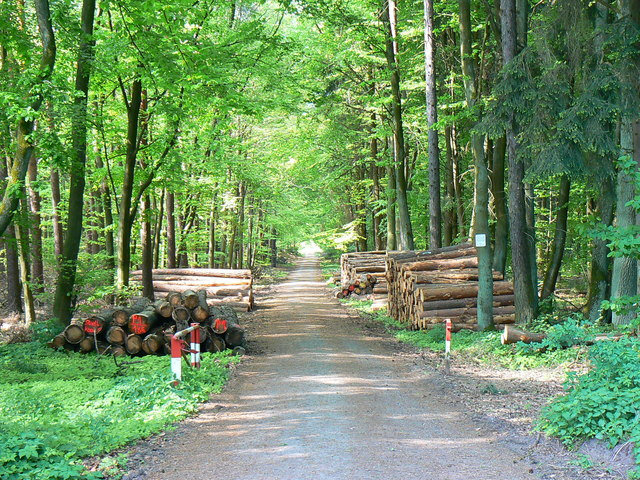
یک کپه از تنه درختان جنگلی

فرآورده جنگلی یا محصول جنگلی (به انگلیسی: Forest product) هر ماده‌ای است که از جنگل‌داری برای مصرف مستقیم یا استفاده تجاری به دست می‌آید، مانند چوب، کاغذ یا علوفه برای دام. چوب، تا حد زیادی محصول غالب جنگل‌ها، برای اهداف بسیاری مانند سوخت چوب (مثلاً به شکل هیزم یا زغال چوب) یا مصالح ساختاری نهایی که برای ساخت‌وساز ساختمان‌ها بهره‌گیری می‌شود، یا به عنوان ماده خام، به شکل از خمیر چوب که در تولید کاغذ استفاده می‌شود. تمام فراورده‌های غیرچوبی دیگر مشتق‌شده از منابع جنگلی، که شامل طیف گسترده‌ای از دیگر محصولات جنگلی است، در مجموع به عنوان فراورده‌های جنگلی غیرچوبی (NTFP) توصیف می‌شوند. به نظر می‌رسد که محصولات جنگلی غیرچوبی اثرات منفی کمتری بر اکوسیستم جنگلی در هنگام تأمین منابع درآمدی برای جامعه محلی دارند.